# Pop Trash
Pop Trash es un álbum de Duran Duran lanzado en el año 2000. Fue su primer álbum fuera de Capitol Records/EMI, con la que habían colaborado desde 1981. También sería el último con la formación de Simon Le Bon, Nick Rhodes y Warren Cuccurullo.

## Lista de canciones
1. «Someone else not me» – 4:48
2. «Lava lamp» – 3:54
3. «Playing with uranium» – 3:51
4. «Hallucinating Elvis» – 5:26
5. «Starting to remember» – 2:38
6. «Pop trash movie» – 4:54
7. «Fragment» – 0:49
8. «Mars meets Venus» – 3:07
9. «Lady Xanax» – 4:53
10. «The sun doesn't shine forever» – 4:51
11. «Kiss goodbye» – 0:41
12. «Last day on Earth» – 4:27

Pistas adicionales:
1. «Un Autre Que Moi» [Francés versión de "Someone else not me"] – 4:19
2. «Alguien más que no soy yo» [Español versión de "Someone else not me"] – 4:16
3. «Prototypes» – 6:17

## Sencillos
1. «Someone else not me»
2. «Playing with uranium» (Germany only)
3. «Last day on Earth» (Japan only)

## Miembros
- Simon Le Bon - Voces
- Warren Cuccurullo - guitarras
- Nick Rhodes - teclados

### Otras colaboraciones
- Sally Boyden - coros
- John Tonks - batería, percusión electrónica
- Steve Alexander - batería
- Greg Bissonette - batería
- Luis Conte - percusión

- Datos: Q2453134